# Zabieg przezskórny
Zabieg przezskórny to zabieg wykonywany pod kontrolą promieni RTG w pracowniach radiologii interwencyjnej lub kardiologii interwencyjnej, który polega na wprowadzeniu do naczynia krwionośnego koszulki naczyniowej techniką Seldingera (po nakłuciu tętnicy igłą, wprowadza się cienki prowadnik, wyjmuje igłę, nacina się skórę skalpelem tworząc szczelinę, po prowadniku wprowadza się koszulkę naczyniową na rozszerzaczu do naczynia, potem wyjmuje się prowadnik z rozszerzaczem; wprowadzona koszulka naczyniowa jest „portem”, przez który wprowadza się cewniki i prowadniki służące do wykonywania różnych zabiegów przezskórnych).
Zabiegi przezskórne wykonuje się także poza układem krążenia. Należą do nich np. korekcje złamań kręgosłupa, czy przezskórna gastrostomia endoskopowa.
Zabiegami przezskórnymi mogą być: 
- angiografia - czyli uwidocznienie naczynia krwionośnego od środka - po wprowadzeniu cewnika do odpowiedniego naczynia podaje się kontrast; jest to środek chemiczny, wypełniający naczynie od środka, który widoczny jest w promieniach Rentgena; pacjent leży pod lampą angiograficzną - czyli lampą rentgenowską; na monitorze widać naczynie wypełnione kontrastem; dzięki temu można ocenić stan naczyń obwodowych i wieńcowych; angiografia naczyń wieńcowych to koronarografia
- angioplastyka tętnic wieńcowych
- angioplastyka tętnic domózgowych (np. szyjnych)
- angioplastyka tętnic obwodowych (np. udowych)
- ablacja przezskórna
- korekcje wad serca wrodzonych
- korekcje wad serca nabytych
- zabieg Rashkinda
- przezcewnikowe wszczepienie zastawki aortalnej (TAVI)
- przezskórna balonowa walwotomia mitralna
- kyphoplastyka balonowa
- przezskórna gastrostomia endoskopowa